# 山形鐵道YR-880型柴聯車
山形鐵道YR-880型柴聯車（日语：／ Yamagata Tetsudō YR-880-gata kidōsha）是山形鐵道花長井線使用的柴聯車，其暱稱為「Flower Liner」。本型車是由新潟鐵工所製造的NDC，並在國鐵的長井線轉為山形鐵道的花長井線進行營運時，於1988年10月25日開始投入使用。最初YR-880型柴聯車共有6輛，1990年山形鐵道再引入2輛車體規格經過部分改裝的YR-880-2型柴聯車。

## 規格與構造
本型車的車體長度皆達長18公尺，車頭與車尾皆設有駕駛室，並配備可進行一人控制的相關設備。車體使用碳鋼製造，且為了保持車廂內的採光，因此窗戶尺寸設計的較大，提升乘客搭乘時的舒適度。YR-880型柴聯車的車廂內配備10組對向式的座椅，並設有廁所；而YR-880-2型柴聯車則採用長條式的座椅，且並未設置廁所。車體以象牙白作為塗裝，並搭配粉紅色、綠色與橘色的條紋，對應花長井線沿線的自然景觀與四季盛開的花卉。而YR-881號至YR-888號柴聯車的車體側面則分別畫上代表花長井線沿線各市町村、山形縣及日本的花卉圖案，依序為白鷹町的日本辛夷、日本的櫻花、長井市的溪蓀、山形縣的紅花、川西町的大麗花、南陽市的菊花、米澤市的杜鵑花及飯豐町的乙女百合。

## 使用
YR-880型中的YR-881號與YR-885號因山形鐵道公布的經營改善計畫，而分別在2003年1月30日和2015年12月26日廢車。